# Franz Joseph Mahler

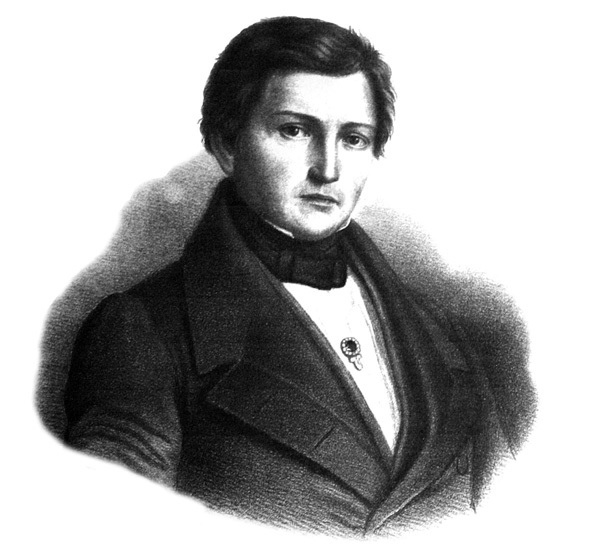
Franz Joseph Mahler

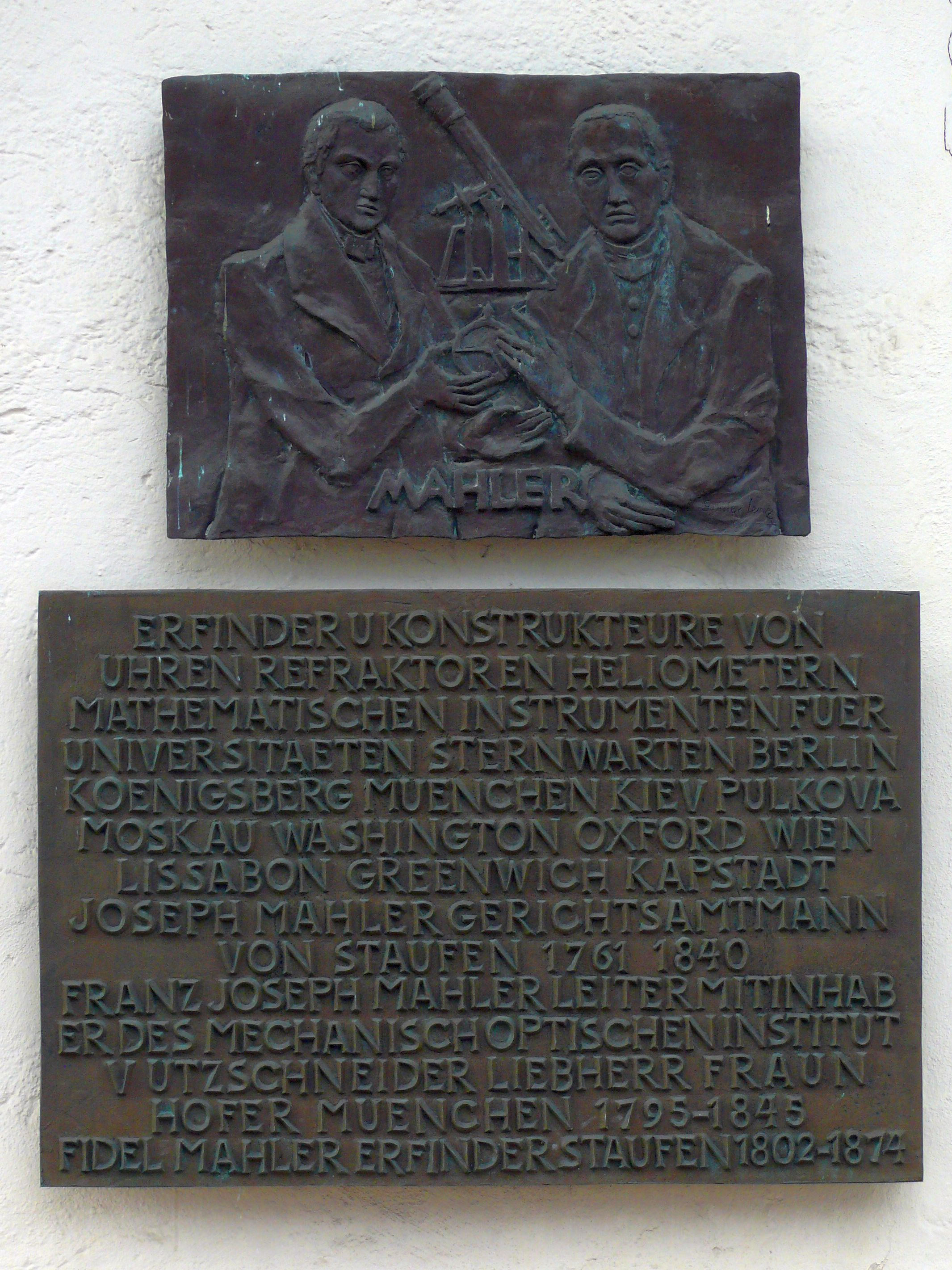
Gedenktafel in Oberstaufen

Franz Joseph Mahler (* 12. August 1795 in Staufen (Allgäu); † 21. Juni 1845 in München) war ein deutscher Instrumentenbauer und Erfinder. Er erstellte optische und mechanische Instrumente für die führenden Astronomen und Sternwarten seiner Zeit.

## Leben
Franz Joseph Mahler entstammte einer angesehenen Staufener Uhrmacherfamilie. Sein Vater Joseph Mahler war Vorsteher des damals österreichischen Ortes und nach dessen Eingliederung in das Königreich Bayern (Gemeindeedikt 1818) auch von der nun so genannten Gemeinde Oberstaufen. Sein Bruder Franz Mahler war ein bedeutender Hersteller kleiner Uhren; ihm gelang eine wesentliche Erfindung zum Selbstaufzug von Taschenuhren.
Nach Ausbildungen im väterlichen Betrieb und weiteren Stationen wurde Mahler Mitarbeiter von Joseph Fraunhofer in München. Nach dessen Tod bekam er zusammen mit seinem Schwager Georg Merz die technische Leitung des optischen Instituts von Joseph von Utzschneider übertragen. 1839 wurden die beiden auch Eigentümer dieses Betriebs.

## Werk
Mahler entwickelte Verfahren seines großen Lehrmeisters Fraunhofer weiter und hielt die weltweite technische Führung seines Betriebes für opto-mechanische Präzisionsinstrumente aufrecht. Im Unterschied zu Fraunhofer konzentrierte sich Mahler dabei mehr auf die mechanische Komponente, mit epochalen optischen Innovationen ist er nicht in Erscheinung getreten.
Die von Mahler entwickelten und unter seiner Leitung gefertigten Geräte erlaubten extrem feine Winkelmessungen und präzise automatische Nachführungen von Teleskopen.
Instrumente aus Mahlers Produktion fanden ihren Einsatz in Sternwarten auf der ganzen Welt und erlaubten bahnbrechende Entdeckungen der Astronomie.